# Municipio de Sioux Trail
El municipio de Sioux Trail (en inglés: Sioux Trail Township) es un municipio ubicado en el condado de Divide en el estado estadounidense de Dakota del Norte. En el año 2010 tenía una población de 25 habitantes y una densidad poblacional de 0,27 personas por km².

## Geografía
El municipio de Sioux Trail se encuentra ubicado en las coordenadas 48°41′5″N 103°44′1″O / 48.68472, -103.73361. Según la Oficina del Censo de los Estados Unidos, el municipio tiene una superficie total de 92.83 km², de la cual 92,29 km² corresponden a tierra firme y (0,58 %) 0,54 km² es agua.

## Demografía
Según el censo de 2010, había 25 personas residiendo en el municipio de Sioux Trail. La densidad de población era de 0,27 hab./km². De los 25 habitantes, el municipio de Sioux Trail estaba compuesto por el 100 % blancos. Del total de la población el 0 % eran hispanos o latinos de cualquier raza.